# Bułgarskie Siły Powietrzne

Insygnia Bułgarskich Sił Powietrznych

Bułgarskie Siły Powietrzne (bułg. Военновъздушни сили, ВВС) – siły powietrzne Bułgarskich Sił Zbrojnych.

## Historia

### Początki
Za datę powstania bułgarskiego lotnictwa wojskowego przyjmuje się 24 kwietnia 1906 roku, kiedy do batalionu kolejowego dołączono oddział lotniczy. W jego skład weszły trzy balony, a służbę pełniło w nim 37 ludzi. Sześć lat później, lotnictwo bułgarskie dysponowało już trzema oddziałami lotniczymi, a w jego skład wchodziło 29 samolotów i tuzin latających nimi pilotów. Mieli oni okazję zweryfikować swoje umiejętności podczas I wojny bałkańskiej, gdy bułgarskie samoloty wykonywały pierwsze w Europie zadania bombardowań lotniczych oraz wykonywali zdjęcia z powietrza. Porażka w II wojnie bałkańskiej zakończyła się rozwiązaniem oddziałów lotniczych i wyjazdem zagranicznego personelu latającego. W ich miejsce utworzono Kompanię Lotniczą i Kompanię Balonową.

### I wojna światowa
1 października 1915 roku Bułgaria poparła Austro-Węgry i Cesarstwo Niemieckie dołączając do I wojny światowej po stronie państw centralnych. Pomimo posiadania na wyposażeniu zaledwie pięciu samolotów Siły Powietrzne zostały uznane za osobny rodzaj sił zbrojnych. W ramach wsparcia otrzymały od niemieckiego sojusznika 66 samolotów i 10 wodnosamolotów:
- 12 sztuk LVG B.II
- 6 sztuk Roland D.II
- 6 sztuk Roland D.III
- 13 sztuk Otto C.I
- 18 sztuk Albatros C.III
- 3 sztuki Fokker E.III
- 8 sztuk Fokker D.VII – nie użyto ich do czasu demobilizacji
- 8 sztuk Friedrichshaten FF-33
- 2 sztuki Rumpler 6B1

Potwierdzonych zostało pięć zestrzeleń wrogich samolotów oraz tyle samo zmuszeń do lądowania. Straty własne wynosiły dziewięć samolotów, w tym cztery zestrzelone. Śmierć poniosło pięciu pilotów i dwóch obserwatorów. 27 listopada 1919 roku podpisano traktat pokojowy w Neuilly, w którym zawarty został punkt o zakazie posiadania przez Bułgarię lotnictwa wojskowego. Komisyjnie zostało zniszczonych 70 samolotów, 10 wodnosamolotów, 3 balony, 110 silników lotniczych i 76 karabinów maszynowych.

### Dwudziestolecie międzywojenne
Po traktacie z Neuilly przez pewien czas funkcjonował jeszcze na początku lat 20. Oddział Lotniczy dla celów policyjnych, z trzema samolotami (Albatros C.III, DFW C.Va i Fokker D.VII), lecz 30 marca 1922 został rozwiązany pod naciskiem aliantów. Zezwolono jednak na posiadanie lotnictwa cywilnego, które służyło do szkolenia kadr wojskowych. Aby uzupełnić braki w samolotach postanowiono zakupić 18 samolotów i 2 wodnosamoloty:
- 8 sztuk Hanriot HD-14
- 8 sztuk Potez XV
- 2 sztuki Bristol PTM
- 2 sztuki Avro 552

Dla celów lotnictwa cywilnego zakupiono 35 samolotów, głównie szkolnych, ale także 6 rozpoznawczych Potez XVII. Były one używane bez uzbrojenia, ze znakami cywilnymi. Aby zapewnić sobie kadry lotnicze wznowiono działalność szkoły lotniczej. W 1925 szkołę w Bożuriszte ukończyli pierwsi piloci i obserwatorzy. Od 1926 roku na wyposażenie zaczęły też wchodzić samoloty budowane w kraju. Do 1927 roku zostały zakupione kolejne samoloty w łącznej liczbie 45 sztuk. Były to:
- 30 sztuk Potez XVII
- 3 sztuki Caudron 59
- 2 sztuki Macchi M.18(inne języki)
- 10 sztuk Letov S-18

W 1927 roku powołano trzy dywizjony: myśliwski, bombowy i rozpoznawczy, oficjalnie przedstawiane jako sportowy, transportowy i pocztowy. W 1934 roku w konspiracji zrobiono przygotowania do odbudowy sił lotniczych oraz dokonano odpowiednich zakupów uzbrojenia. W 1936 roku zakupiono 42 nowe samoloty:
- 12 sztuk Heinkel He 51
- 12 sztuk Heinkel He 45
- 6 sztuk Focke-Wulf Fw 56
- 6 sztuk Focke-Wulf Fw 44
- 6 sztuk Heinkel He 72

W 1937 roku Luftwaffe wycofała ze stanu tuzin Arado Ar 65, które oddano Bułgarii za darmo oraz 12 sztuk Dornier Do 11. Rząd Bułgarski zamówił także dwa samoloty Focke-Wulf Fw 58. Sformowano dwa dywizjony myśliwskie, jeden treningowy i morski oraz kompanię balonową. 27 czerwca 1937 roku oficjalnie ogłoszono ponowne sformowanie tego rodzaju sił zbrojnych. 9 kwietnia 1936 roku zakupiono w Polsce 12 sztuk PZL P.24B, które dostarczone zostały na początku 1937 roku i trafiły po 4 sztuki do 1., 2. i 3. Eskadry Myśliwskiej. Zamówienie zostało powiększone o dwanaście sztuk PZL P.43. Dostarczono je w maju 1937 roku i trafiły na wyposażenie 2. Eskadry Myśliwskiej, a następnie przesunięto je do celów treningowych. 31 marca 1938 roku zamówiono 42 sztuki PZL-43A. Pomimo debaty w Polsce o tym, czy nie pozostawić samolotów na własny użytek, ostatecznie wysłano w sierpniu 36 samolotów do Bułgarii. Zostały one przekazane do 1. Dywizjonu Liniowego. Pozostałe 6 sztuk zostało w Polsce, z których 4 zniszczono podczas wojny, a dwa zdobyte przez Niemców zostały przekazane Bułgarii w 1940 roku. W 1938 roku Bułgarzy dokonali zakupu w Niemczech 24 samolotów: 18 sztuk Bücker Bü 131 oraz 6 sztuk Focke-Wolf Fw 44J. Przed wojną w 1939 roku zakupiono kolejnych 30 sztuk Focke-Wolf Fw 44J oraz sześć Fw 58 z dwoma Junkersami Ju 52/3m. Z niezrealizowanych polskich kontraktów zamówiono również: 48 samolotów LWS-3 Mewa, 30 samolotów PZL-46 Sum oraz 12 samolotów PZL.37 Łoś. W 1939 roku przejęty wraz z załogą został samolot PWS-26 z Rumunii. 
Po zajęciu Czechosłowacji przez III Rzeszę na rynku Bułgaria skorzystała z oferty sprzedaży zajętych samolotów kupując: 
- 78 sztuk Avia B.534
- 60 sztuk Letov S-328
- 32 sztuki Avia B.71
- 12 sztuk Aero MB.200
- 28 sztuk Avia B.122
- 1 sztukę Aero A.304

#### Przemysł lotniczy
W 1924 roku powstały w Bułgarii zakłady lotnicze DAR. Głównym konstruktorem był Hermann Winter. Pierwszy projekt jaki został wyprodukowany to siedem sztuk samolotu szkolnego U-1 (Uzunow-1), produkowanego jako DAR-1. Była to kopia niemieckiego samolotu DFW C.V. W 1926-1927 wyprodukowano dwanaście sztuk DAR-2. Była to kopia niemieckiego Albatrosa C.III. W 1927 roku stworzono prototyp DAR-3. Miał on silnik Lorraine-Dietrich o mocy 400 KM. Z powodu jego katastrofy stworzono drugi prototyp o silniku Gnome-Rhône Jupiter o mocy 480 KM. W 1929 roku zbudowano dwanaście sztuk DAR-1A. Zaprojektowano również trójsilnikowy dwupłat DAR-4 z silnikami Walter Mars o mocy 150 KM oraz dwupłatowy myśliwiec DAR-5 z silnikiem Gnome-Rhône Titan o mocy 220 KM, lecz żaden z nich nie był na tyle udaną konstrukcją, aby trafić do produkcji seryjnej. Zachowały się również projekty samolotu DAR-7 z silnikiem Gnome-Rhône Jupiter 9 o mocy 480 KM i uzbrojeniu w cztery karabiny maszynowe, lecz po fazie prototypowej i ujawnieniu wad tej konstrukcji – projekt zarzucono. Podobny los spotkał kolejny samolot DAR-6 z silnikami Walter Wega o mocy 85 KM i Walter Mars o mocy 145 KM. W 1935 roku produkowano szkolne samoloty DAR-8 z silnikami Walter Major IV o mocy 130 KM w liczbie 12 sztuk, a rok później wyprodukowano DAR-3 Gawran w liczbie sześciu sztuk z silnikami Wright Cyclone o mocy 630 KM. W 1939 roku zbudowano 12 sztuk DAR-3 Gawran II z silnikami gwiazdowymi Alfy-Romeo 126 PS o mocy 750 KM i DAR-9 z silnikiem Simens o mocy 160 KM. DAR-9 zbudowano w 42 sztukach do 1941 roku. W 1926 roku firma pochodząca z Czechosłowacji – Aero – otworzyła swoje zakłady w Kazanlyku, a po czterech latach sprzedała je włoskiemu przedsiębiorstwu Caproni. Zbudowano w nich 10 sztuk samolotów KB-1 (licencyjne Caproni Ca.100) oraz osiem sztuk KB-2UT (licencyjne Caproni Ca.113). Samolot KB-3 został wyprodukowany w liczbie 20 sztuk, a do napędu użyto silników Walter Castor o mocy 340 KM. Samolot KB-4 Czuczuliga II został wyprodukowany w liczbie 28 sztuk z silnikiem gwiazdowym Wright Whirlwind o mocy 220 KM. 
W roku 1939 wykonano 101 187 lotów o łącznym czasie 28 231 godzin. Doszło w czasie tego do ośmiu katastrof i czterdziestu incydentów lotniczych. 

### II wojna światowa
| Eskadra                  | Wyposażenie                                                                    | Lotnisko            |
| 1. Dywizjon Liniowy      | 1. Dywizjon Liniowy                                                            | 1. Dywizjon Liniowy |
| ------------------------ | ------------------------------------------------------------------------------ | ------------------- |
| 113. Jato                | 12 sztuk PZL.43                                                                | Bożuriszte          |
| 123. Jato                | 12 sztuk PZL.43                                                                | Bożuriszte          |
| 133. Jato                | 12 sztuk PZL.43                                                                | Bożuriszte          |
| 143. Jato treningowe     | 6 sztuk KB-4; 3 sztuki DAR-3                                                   | Bożuriszte          |
| 2. Dywizjon Myśliwski    |                                                                                |                     |
| 212. Jato                | 15 sztuk Avia B.534                                                            | Karłowo             |
| 222. Jato                | 15 sztuk Avia B.534                                                            | Karłowo             |
| 232. Jato                | 15 sztuk Avia B.534                                                            | Karłowo             |
| 242. Jato                | 15 sztuk Avia B.534                                                            | Karłowo             |
| 253. Jato                | 10 sztuk Avia B.534 10 sztuk Avia B.122                                        | Karłowo             |
| Szkoła Akrobacji         | 19 sztuk Avia B.122 12 sztuk Ar 65 12 sztuk He 51 6 sztuk Fw 56 6 sztuk Bu 131 | Karłowo             |
| 3. Dywizjon Rozpoznawczy |                                                                                |                     |
| 313. Jato                | 12 sztuk Letov S-328                                                           | Jamboł              |
| 323. Jato                | 12 sztuk Letov S-328                                                           | Jamboł              |
| 333. Jato                | 12 sztuk Letov S-328                                                           | Jamboł              |
| 343. Jato                | 12 sztuk Letov S-328                                                           | Jamboł              |
| 373. Jato treningowe     | 6 sztuk KB-4 3 sztuki DAR-3                                                    | Jamboł              |
| 5. Pułk Bombowy          |                                                                                |                     |
| 515. Jato                | 12 sztuk Avia B.71                                                             | Płowdiw             |
| 525. Jato                | 12 sztuk Avia B.71                                                             | Płowdiw             |
| 535. Jato                | 12 sztuk Do 11                                                                 | Płowdiw             |
| 545. Jato                | 12 sztuk MB.200                                                                | Płowdiw             |
| Szkoła pilotażu          | 8 sztuk Fw 56 2 sztuki Ju 52                                                   | Płowdiw             |
| Szkoła lotnicza          |                                                                                |                     |
| 1. Jato Treningowe       | 1 sztuka Bu 131 1 sztuka Fw 44 1 sztuka DAR-1A 1 sztuka DAR-6                  | Kasaniak            |
| 2. Jato Treningowe       | 1 sztuka DAR-8 1 sztuka KB-2A 1 sztuka KB-4                                    | Kasaniak            |
| 3. Jato Treningowe       | 1 sztuka KB-5 1 sztuka DAR-3 1 sztuka KB-5                                     | Kasaniak            |
| 3. Dywizjon treningowy   |                                                                                |                     |
| 1. Jato Liniowe          | 11 sztuk He 45                                                                 | Stara Zagora        |
| 2. Jato Bombowe          | 9 sztuk PZL.43                                                                 | Stara Zagora        |
| 3 Jato Myśliwskie        | 11 sztuk PZL.24                                                                | Stara Zagora        |
| Szkoła Kadetów           |                                                                                |                     |
| 1. Jato                  | 20 sztuk Fw 56                                                                 | Wrażdebna           |
| 2. Jato                  | 20 sztuk Fw 56                                                                 | Wrażdebna           |
| 3. Jato                  | 1 sztuka Fw 56 1 sztuka KB-3/4 1 sztuka He 72                                  | Wrażdebna           |

W 1940 roku zakupiono 63 samoloty od III Rzeszy. Powodem był rosnący konflikt na Półwyspie Bałkańskim. Wśród zamówionych maszyn znajdowały się:
- 20 sztuk Messerschmitt Bf 109E
- 10 sztuk Dornier Do 17P
- 24 sztuki Arado Ar 96
- 6 sztuk Messerschmitt Bf 108
- 3 sztuki Fieseler Fi 156 Storch

Niemcy dostarczyli w 1940 roku tylko 10 z 20 zamówionych myśliwców Me 109E, które wystarczyły jedynie na dla dwóch eskadr – 682. i 692. Jato. W 1941 roku dostarczono kolejne 10 sztuk Me 109 w wersji E-7. 1 lipca 1941 roku utworzony został 6. Pułk Myśliwski oraz 5. Pułk Bombowy. W 1940 roku wykonano 120 805 lotów w czasie 39 692 godzin z siedmioma katastrofami i 151 incydentami. 
8 lutego 1941, za zgodą rządu bułgarskiego, do Bułgarii wkroczyły niemieckie jednostki, a 1 marca państwo dołączyło do Państw Osi. Niemieckie jednostki posiadające 414 samolotów wykorzystały lotniska bułgarskie do inwazji na Jugosławię i Grecję. W zamian miano otrzymać terytoria utracone na rzecz Macedonii w I wojnie światowej. Po zakończeniu kampanii w Jugosławii wojska niemieckie przekazały zdobyczne Do 17Ka dla lotnictwa bułgarskiego. 
W 1941 roku Bułgarskie Siły Powietrzne dysponowały 561 samolotami. 22 czerwca 1941 roku rozpoczęła się operacja Barbarossa. Bułgaria jednak pozostała neutralna z powodu przyjaznych stosunków z ZSRR. Na prośbę niemiecką skoncentrowano się na osłonie rejonu Morza Czarnego. Wykonano w tym celu 173 loty. Podczas pięciu napotkano okręty podwodne, a 15 października 1941 prawdopodobnie zatopiono jeden okręt – M-58. 13 grudnia 1941 roku wypowiedziano wojnę Stanom Zjednoczonym i Wielkiej Brytanii, a wojska bułgarskie rozpoczęły okupację Serbii w zastępstwie wojsk niemieckich. W 1941 roku wykonano 42 215 lotów trwających 42 215 godzin. Odnotowano 11 katastrof i 131 incydentów. 
W 1942 roku otrzymano dwa samoloty He 60 i dwa He 42. W 1943 roku otrzymano:
- 16 sztuk myśliwców Bf 109G-2,

- 12 myśliwców Avia B.135
- 12 sztuk wodnosamolotów Ar 196
- 12 sztuk bombowców Ju 87R-2
- 6 sztuk Do 17M
- 96 myśliwców Dewoitine D.520

W 1944 roku Bułgaria otrzymała od III Rzeszy 40 sztuk Ju 87D oraz 10 sztuk Fw 58 i 9 sztuk Bucker Bu 181 i 5 sztuk Ar 96. 

#### Ploeszti i obrona pól naftowych
Przez pierwsze miesiące działania wojsk Bułgarii skierowane przeciwko zachodnim państwom były zaledwie symboliczne. Dopiero 12 czerwca 1942 roku doszło do bombardowania pól naftowych w rumuńskim mieście Poleszti przez trzynaście samolotów B-24 Liberator. Powracające z nalotu bombowce wybrały trasę przez terytorium Bułgarii. Nie napotkały one żadnego oporu. 1 sierpnia 1943 roku doszło do drugiego dużego nalotu dokonanego przez 178 samolotów B-24 sił USAAF startujących z terytorium Libii. Trasa przelotu w obu kierunkach przechodziła nad Bułgarią. W powietrze wystartowały myśliwce Avia B.534 oraz Me 109G-2 w celu uniemożliwieniu dotarcia do celu wrogim samolotom. Pierwsze z nich nie osiągnęły wysokości przelotowej B-24 z powodu braku instalacji tlenowej, a drugie nie zdołały przechwycić wrogich bombowców. Amerykańskie samoloty poniosły ciężkie straty podczas samego bombardowania. Wracając z nalotu wybrały niższy pułap przelotu, co pozwoliło na dosięgnięcie ogniem karabinów z samolotów Avia B-534. Z powodu złego oszacowania odległości rozpoczęcie ostrzału nastąpiło zbyt wcześnie i okazało się nieskuteczne. Dodatkowo bombowce B-24 będąc znacznie szybsze zdołały uciec. Piloci lecący na Me 109G-2 zestrzelili łącznie 5 samolotów i uszkodzili jeden, według źródeł bułgarskich. Amerykańskie straty w rzeczywistości wyniosły jedynie dwa bombowce. Dodatkowe zestrzelenie myśliwca P-38 Lightning miało mieć miejsce 21 października 1943 roku, czego strona amerykańska nie potwierdziła.

#### W obronie stolicy – Sofii
14 listopada 1943 roku amerykańskie dowództwo uznało za konieczne zniszczenie kolejowej stacji rozrządowej w stolicy państwa bułgarskiego. Do wykonania tego zadania wyznaczono samoloty B-25 Mitchell w liczbie 96 sztuk podzielonych na dwie formacje po 48 samolotów. Dla osłony bombowców skierowano 46 myśliwców P-38 Lightning. W tym dniu panowały idealne warunki pogodowe do celnego bombardowania celów naziemnych, pomimo ognia artylerii przeciwlotniczej, która strzelała niecelnie. Bułgarska strona podaje, że wystrzelono wówczas 846 pocisków. Do walki w powietrzu skierowano między 10 a 12 myśliwców Bf 109 oraz 4-5 Fw 190, które nie odnotowały żadnego sukcesu, a uszkodzone zostały dwa Bf 109 oraz jednego prawdopodobnie zestrzelono. Dopiero w momencie przylotu bombowców nad stolicę wysłano do jej obrony kolejne 13 myśliwców Messerschmitt. Z powodu przeprowadzenia ataku bez szyku amerykańskie myśliwce nie miały większych problemów z ich powstrzymaniem. Myśliwcom udało się jedynie uszkodzić dwa bombowce. Strona amerykańska zgłosiła zestrzelenie trzech Bf 109 oraz dwóch Fw 190, jedno zestrzelenie prawdopodobne i cztery uszkodzenia. Samo miasto straciło w wyniku nalotu 47 budynków, zginęło 59 ludzi i 148 zostało rannych. 
24 listopada 1943 roku przeprowadzono ponowne bombardowanie kolejowej stacji rozrządowej w sile 31 samolotów B-24 Liberator z eskortą myśliwców. Warunki pogodowe tamtego dnia nie sprzyjały atakom bombowym, przez co przed osiągnięciem celu zawróciła 1/4 maszyn, a z braku widoczności tylko 17 samolotów zdołało celnie zrzucić bomby. Mimo celnego bombardowania nie zdołano przerwać transportu kolejowego. Straty wynosiły 87 budynków, 5 zabitych i 29 rannych ludzi. Obrona przeciwlotnicza wystrzeliła 584 pociski. Dzięki wcześniejszemu wykryciu formacji bombowej poderwano przeciwko niej 19 samolotów Bf 109, które mając zapas czasowy uformowały szyki i wzleciały na pułap 7000 metrów. Podzielono zadania dla określonych eskadr, dzięki czemu jedna związała walką obstawę myśliwców, a pozostałe dwie mogły swobodnie atakować formacje bombowców. Udało się zestrzelić dwa B-24 i dwa uszkodzić oraz uszkodzić dwa myśliwce z obstawy. Straty własne wyniosły trzy zestrzelone i trzy uszkodzone myśliwce Bf 109. 
10 grudnia 1943 roku przeprowadzono trzecie bombardowanie kolejowej stacji rozrządowej w sile 31 samolotów B-24 i 42 myśliwców P-38 Lightning. Przeciwko nim wystartowało 17 myśliwców Bf 109. Udało im się uszkodzić cztery bombowce i trzy myśliwce bez strat własnych. W trakcie walki doleciały kolejne samoloty bułgarskie, które zgłosiły prawdopodobne zestrzelanie B-24, przy stracie jednego samolotu. Artyleria przeciwlotnicza wystrzeliła 941 pocisków. Sam nalot okazał się bardzo niecelny i większość bomb spadło na lotnisko zabijając 11 osób. 
20 grudnia 1943 roku przeprowadzono czwarte bombardowanie, tym razem samego miasta, a nie terenów kolejowych, w sile 37 samolotów B-24 i 46 myśliwców P-38. Zniszczono ponad 100 budynków zabijając 64 osoby i raniąc 93. Przeciwko nim wystartowało 16 myśliwców Bf 109 i 24 myśliwce D.520. Bułgarom udało się zestrzelić bombowiec i cztery uszkodzić oraz strącono dwa myśliwce i cztery uszkodzono ze stratą dwóch własnych myśliwców.
4 stycznia 1944 roku przeprowadzono próbę bombardowania miasta w sile 86 bombowców B-17 z eskortą 69 myśliwców P-38. Mgliste warunki atmosferyczne nie pozwoliły na przeprowadzenie nalotu. Czterdzieści bombowców zrzuciło bomby na linie kolejowe w okolicy Dupnicy. Bułgarskie Siły Powietrzne w większości nie odnalazły przeciwnika. Udało się zestrzelić jeden bombowiec przy prawdopodobnej stracie jednego własnego myśliwca. 
10 stycznia 1944 roku przeprowadzono szóste bombardowanie w sile 142 bombowców B-17 i eskortą 38 myśliwców P-38. Zostały one zaatakowane przez 39 bułgarskich myśliwców 20 minut przed dokonaniem nalotu. Udało się zestrzelić trzy myśliwce i pięć bombowców, a trzy uszkodzono przy stracie trzech myśliwców. Amerykanie zgłosili jednak zestrzelenie ośmiu samolotów. Artyleria przeciwlotnicza wystrzeliła 1958 pocisków. Dzięki jej celności większość bomb spadła poza celem, więc w nocy siły RAF przy pomocy 44 bombowców Wellington dokonały ponownego nalotu. Łącznie zniszczono 448 budynków i zabito 947 ludzi, a 611 zostało rannych. 
24 stycznia 1944 roku przeprowadzono ósme bombardowanie przy pomocy 114 samolotów B-17 w osłonie 64 myśliwców P-47. Ponownie gęsta mgła uniemożliwiła udany nalot, więc skierowano się na miasto Wraca. 
16 i 24 marca 1944 roku przeprowadzono dziewiąte i dziesiąte bombardowanie Sofii siłami RAF. Zniszczono 72 budynki i zabito 43 ludzi oraz raniono 58.
29 marca 1944 roku jedenasty nalot został przeprowadzony największą liczbą samolotów obejmującą: 114 bombowców B-17 i 252 bombowce B-24. Jako eskortę wysłano 96 myśliwców P-38 oraz 24 myśliwce P-47. Przeciwko nim stanęło do walki 77 bułgarskich myśliwców. Zestrzelili oni cztery bombowce i trzy myśliwce uszkadzając dziewięć bombowców i trzy myśliwce. Stracono tego dnia 13 myśliwców i 1 uznano za zaginiony. Strzelcy pokładowi zameldowali pięć pewnych zestrzeleń i dwóch prawdopodobnych. 
4 kwietnia 1944 roku przeprowadzono bombardowanie ponownie kolejowej stacji rozrządowej. Bułgarskim samolotom udało się zestrzelić i uszkodzić po jednym B-24 oraz uszkodzić jeden P-38.
9 kwietnia 1944 roku zestrzelono jeden amerykański bombowiec, czego nie potwierdziła strona amerykańska. 
17 kwietnia 1944 roku przeprowadzono bombardowanie stacji rozrządowej Sofii i Belgradu w sile 250 bombowców B-24 pod eskortą 46 myśliwców P-51 oraz 44 myśliwców P-38. Przeciwko nim bułgarskie siły powietrzne wysłały 42 myśliwce. Przez błąd identyfikacji P-51 jako własne lub niemieckie samoloty doszło do straty 8 myśliwców. Amerykańscy strzelcy pokładowi zameldowali o 14 zestrzeleniach. Bomby zrzucone nad Sofią zniszczyły 749 budynków, zabiły 128 ludzi i raniły 69. Artyleria przeciwlotnicza wystrzeliła 3062 pociski uszkadzając trzy bombowce. Był to ostatni nalot na Sofię ze względu na zbliżającą się od północnego wschodu Armię Czerwoną i ruchów dyplomatycznych nakłaniających Bułgarię do zmiany frontu.

#### Po stronie Państw Osi
Głównym zobowiązaniem sojuszniczym Bułgarii wobec państw Osi była walka przeciwko alianckim samolotom nadlatującym z południa. 1 maja 1944 roku na etatach w Bułgarskich Siłach Powietrznych służyło 13 500 żołnierzy dysponując 500 samolotami. Kiedy strona aliancka rozpoczęła używać samolotów P-51 Mustang wycofano z lotów bojowych samoloty D.520, których 44 sztuki pozostawały teoretycznie zdolne do walki. W 18 maja 1944 roku przechwycono wracające z bombardowania bombowce dokonując łącznie z Luftwaffe dwudziestu pięciu zestrzeleń. 
11 czerwca 1944 roku podczas nalotu na Rumunię 392 bombowców B-24 oraz 121 B-17 wysłano do walki 16 Bf 109G. Zestrzelono dwa samoloty wroga tracąc jeden myśliwiec. Niemieccy piloci zgłosili zestrzelenie 14 samolotów wroga,  a rumuńscy piloci czterech. Amerykańscy strzelcy pokładowi zgłosili 20 zestrzeleń. 
12 czerwca 1944 roku podczas nocnego ataku RAF na jedno z bułgarskich lotnisk stracono 18 samolotów i 20 osób będących na lotnisku.
23 czerwca 1944 roku podczas nalotu na Rumunię przez 231 bombowców B-24 i 139 bombowców B-17 ponownie bułgarscy piloci zaatakowali powracające samoloty. Zestrzelono jednego B-24 i uszkodzono trzy ponosząc szkody w liczbie 3 myśliwców. Amerykańskie straty łącznie wyniosły trzy B-24, sześć B-17 i siedem P-51. Natomiast eskorta bombowców zgłosiła 22 zestrzelenia.
24 czerwca 1944 roku w kolejnym nalocie na Rumunie brało udział 280 bombowców B-24. Czternaście myśliwców bułgarskich zestrzeliło trzy z nich. Niemieckie samoloty zgłosiły zestrzelenie czternaście samolotów, a rumuńscy trzy. 
28 czerwca 1944 roku amerykańskie bombowce zniszczyły lotnisko Karlowo jednocześnie unicestwiając 70 samolotów. 
22 lipca 1944 roku zestrzelono trzy i uszkodzono jeden z bombowców. Straty USAAF wyniosły 13 bombowców B-24, 6 bombowców B-17. Niemieccy piloci zestrzelili sześć B-24 i dwa P-38. 
1 sierpnia 1944 roku strona bułgarska podała o zestrzeleniu jednego bombowca B-24, ale strona amerykańska nie potwierdziła prowadzenia działań w tym dniu.
10 sierpnia 1944 roku zestrzelono cztery amerykańskie bombowce. Amerykańskie straty łącznie wyniosły 16 bombowców B-24 i jeden B-17.
17 sierpnia 1944 roku utracono w bombardowaniu lotniska w Niszu sześć samolotów i jednego zniszczyli partyzanci.
26 sierpnia 1944 roku po raz ostatni bułgarscy piloci zaatakowali amerykańskie samoloty. 
Łącznie w okresie 18 maja – 26 sierpnia 1944 odnotowano 19 zwycięstw powietrznych. Utracono podczas walk 8 własnych myśliwców. Wspierając Państwa Osi od 1 sierpnia 1943 roku do 9 września 1944 roku wykonano 970 lotów bojowych. Stracono w powietrzu 27 samolotów, a 30 zostało zmuszonych do lądowania poza lotniskami, z czego utracono 18 samolotów. Poległo 23 pilotów myśliwskich. Potwierdzono 53 zestrzelenia oraz uszkodzono 70 samolotów wroga. Obrona przeciwlotnicza zestrzeliła cztery bombowce. Wraz z sojuszniczymi siłami wspólnie zestrzelono 117 samolotów nad terytorium Bułgarii, w których zginęło 187 alianckich żołnierzy. W szpitalach zmarło 69 żołnierzy alianckich, a do niewoli wzięto 329 żołnierzy alianckich.

#### Po stronie Aliantów
8 września 1944 nowy rząd, który doszedł do władzy, wypowiedział wojnę III Rzeszy. Rozpoczął się okres tak zwanej Wojny Patriotycznej, podczas której dokonano czystek również wśród oficerów i dowódców Bułgarskich Sił Powietrznych. Dnia 1 września 1944 roku siły lotnicze wynosiły 260 osób personelu latającego, w tym 160 pilotów oraz 137 samolotów bojowych i 28 pomocniczych. 9 września 1944 roku rozpoczęto działania przeciwko niemieckim jednostkom stacjonującym na terenie Jugosławii, wykonując 35 lotów bojowych. W okresie 9 września – 7 października wykonano łącznie 1233 loty bojowe. Do 2 grudnia wykonano 3744 loty bojowe niszcząc: 25 samolotów, 85 baterii artylerii, 694 pojazdy, 23 lokomotywy, 496 wagonów, 16 mostów, 11 stacji kolejowych. Straty w tym czasie poniesione przez siły bułgarskie to 32 samoloty i 18 pilotów. Do końca wojny wykonano 4424 loty bojowe. 
| Dywizjon             | Liczba Eskadr | Samoloty                   | Ilość | Ilość   | Ilość      |
| -------------------- | ------------- | -------------------------- | ----- | ------- | ---------- |
|                      |               |                            | razem | sprawne | w naprawie |
| 6. Pułk Myśliwski    |               |                            |       |         |            |
| I                    | 3             | Dewoitine D.520            | 17    | 12      | 5          |
| II                   | 3             | Messerschmitt Bf 109G      | 13    | 6       | 7          |
| III                  | 3             | Messerschmitt Bf 109G      | 23    | 11      | 12         |
| 2. Pułk Szturmowy    |               |                            |       |         |            |
| I                    | 3             | Junkers Ju 87D             | 29    | 21      | 8          |
| II                   | 1             | Avia B.534                 | 4     | 1       | 3          |
| 5. Pułk Bombowy      |               |                            |       |         |            |
| I                    | 2             | Dornier Do 17              | 11    | 7       | 4          |
| II                   | 2             | Avia B.71                  | 20    | 11      | 9          |
| 1. Pułk Rozpoznawczy |               |                            |       |         |            |
| III                  | 3             | Focke-Wulf Fw 189          | 14    | 12      | 2          |
| IV                   | 3             | Letov S-328 / KB-11/ Do-17 | 9/9/5 | 9/9/1   | 0/0/4      |

#### Po wojnie
Po zakończeniu II wojny światowej w Bułgarskich Siłach Powietrznych odbyła się ponowna czystka kadrowa. Z jednostek zwolniono około 100 oficerów. Dla zaspokojenia potrzeb sprzętowych Armia Czerwona przekazała część Bf 109 i Ar 96, które udało się przejąć w regionie. Z czasem otrzymano dostawy wyposażenia z ZSRR. Na stanie znalazły się takie samoloty jak: Jak-9, Jak-9U, Jak-9P, Ił-2, Pe-2, Tu-2T.

## Koniec zimnej wojny
W 1989 siły lotnicze Bułgarii z prawie 400 bojowymi samolotami i śmigłowcami były trzecią siłą, po ZSRR i Polsce, w obrębie Układu Warszawskiego. Pod koniec lat 80. ubiegłego wieku bułgarskie lotnictwo liczyło 224 samolotów MiG-21 różnych wersji, 90 MiG-23, 4 MiG-25, 22 MiG-29, 23 Su-22 i 25 Su-25. Po zakończeniu zimnej wojny, Traktat o konwencjonalnych siłach zbrojnych w Europie ograniczył uzbrojenie do 235 samolotów bojowych oraz pozbawił je możliwości przenoszenia głowic jądrowych.
Od czasu wstąpienia do NATO 29 kwietnia 2004 trwa modernizacja techniczna, która została zamrożona z powodu kryzysu finansowego. Efektem zaniedbań i braku możliwości finansowania była sytuacja, która pojawiła się w 2015 roku, kiedy to bułgarskie lotnictwo było w stanie wystawić zaledwie cztery myśliwskie MiG-29 w linii. Doprowadziło to do poproszenia dowództwa NATO o objęcie Bułgarii wspólną ochroną przestrzeni powietrznej, tym bardziej istotnej, że przy braku możliwości przeciwdziałania ze strony własnych sił powietrznych dochodziło do jej naruszania przez lotnictwo rosyjskie. W odpowiedzi, w ramach akcji Air Policing, od września 2016 roku w bazie Graf Ignatiewo zaczął stacjonować sojuszniczy kontyngent lotniczy mający wesprzeć działania bułgarskiego lotnictwa. Brak środków sprawił, że bułgarski rząd anulował już zawarte kontrakty na zakup dwóch z pięciu C-27J i trzech z sześciu Eurocopter Panther, a zakup ośmiu (pierwotnie 16) myśliwców wielozadaniowych dla zastąpienia MiG-21bis i Su-25K opóźniono do 2016 roku. Bułgaria planuje eksploatować MiG-29 do 2030 roku. Wstępując do NATO Bułgaria zobowiązała się do zakupu co najmniej ośmiu samolotów wielozadaniowych zgodnych z sojuszem do 2016 roku, ale terminu tego nie dotrzymano.
W grudniu 2015 z powodu rosnących kosztów obsługi wycofano i zmagazynowano w bazie lotniczej Graf Ignatiewo ostatnie MiGi-21. Zaoszczędzone w ten sposób fundusze postanowiono przeznaczyć na utrzymanie w eksploatacji nowocześniejszych MiGów-29. MiG-21 był najszerzej wykorzystywanym samolotem w siłach powietrznych. Według różnych źródeł Bułgaria pozyskała w latach 1963–1990 226 samolotów (według niektórych źródeł 239) tego typu. Były to samoloty w zdecydowanej większości nowe, jednak 86 z nich, wcześniej używanych było w Radzieckich Siłach Powietrznych. W październiku 2015 Ministerstwa Obrony Polski i Bułgarii porozumiały się ws. remontu serwisowania bułgarskich MiG-29 w Polsce, w tym remontu silników. Umowa objęła remont sześciu silników oraz wypożyczenie na ten czas czterech silników RD-33 z Polski. W tym czasie zdolne do lotu były dwa-trzy MiG-29. W listopadzie 2016 Bułgaria porozumiała się z firmą MiG ws. zakupu 10 silników RD-33 i uzyskania licencji na remont silników MiG-29 i Su-25 w Bułgarii.
W sierpniu 2016 szef Sił Powietrznych gen. Rumen Radew podał się do dymisji w związku z planem bułgarskiego ministerstwa obrony, zamierzającego dopuścić NATO do wspólnej ochrony przestrzeni powietrznej Bułgarii. Bałkańska misja Air Poicing pod auspicjami NATO od września 2016 objęła przestrzeń powietrzną Bułgarii i Rumunii. 9 września 2016 cztery amerykańskie F-15C rozpoczęły tygodniową misję Air Policing wraz z bułgarskimi MiG-29 z bazy Graf Ignatiewo, trwającą do 16 września. 13 listopada 2016 popierany przez socjalistów Rumen Radew, były pilot MiG-29 i dowódca sił powietrznych w latach 2014–2016 został wybrany nowym prezydentem Bułgarii.

## Modernizacja
Pierwsze próby podjęcia działań mających na celu unowocześnienie bułgarskiego lotnictwa podjęto w 2006 roku, kiedy to rozpoczęto pierwsze postępowanie mające na celu pozyskanie szesnastu wielozadaniowych samolotów bojowych. Wśród oferentów znaleźli się szwedzki SAAB i jego Saab JAS 39 Gripen, Eurofighter GmbH i Eurofighter Typhoon, amerykański Lockheed Martin z General Dynamics F-16 Fighting Falcon, Boeing i jego McDonnell Douglas F/A-18 Hornet oraz francuski Dassault Aviation z Dassault Mirage 2000-5 i Dassault Rafale. Niestety kryzys gospodarczy jaki dotknął światowe finanse spowodował zastopowanie wszelkich prac nad przetargiem aż do 2011 roku. Wtedy to procedura została ponownie uruchomiona, ale ograniczona tylko do ośmiu samolotów. SAAB zaoferował wówczas nowe Gripeny w wersji jednomiejscowej i szkolno-bojowej, dwumiejscowej. Dassault ponowił swoją ofertę używanych Mirage 2000-5 i nowych Rafale. Eurofighter zaproponował najnowszą wówczas dostępną wersję Typhoona, Tranche 3. Boeing i Lockheed Martin powtórzyli swoje oferty. Dodatkowo włoski rząd wystawił na sprzedaż używane Typhoony Tranche 1, a amerykańska agencja Defense Security Cooperation Agency zaproponowała używane F-16 Block 25, mające zostać zmodernizowane przez Lockheeda. Pod koniec 2012 roku Bułgaria ogłosiła, że może przeznaczyć na zakup zaledwie 400-480 mln USD, a sam wybór nastąpi najwcześniej w 2014 roku. Zaprezentowane warunki wyeliminowały nowe maszyny, a cała procedura ponownie uległa zawieszeniu w 2013 roku. Niejako równolegle, w styczniu 2013 roku pojawiały się doniesienia o możliwości zakupu najpierw dziewięciu używanych portugalskich F-16, a rok później ośmiu, również używanych greckich F-16 Block 30. W 2015 roku swoją ofertę sprzedaży samolotów Chengdu FC-1 przedłożył Pakistan, były one jednak całkowicie niekompatybilne z samolotami NATO.
W drugiej połowie 2016 roku bułgarski rząd podjął kolejną decyzję o rozpisaniu przetargu, którego zwycięzca miałby dostarczyć szesnaście myśliwców wielozadaniowych. Z powodów finansowych przetarg podzielony został na dwa etapy. Pierwszy z nich miał zakończyć się zakupem ośmiu maszyn, mających zastąpić wyeksploatowane MiG-29. Jego realizacja miała rozpocząć się w 2019 roku. Drugi etap, realizowany w latach 2022–2023, miał doprowadzić do zakupu kolejnych ośmiu samolotów, mających tym razem zastąpić maszyny typu Su-25. Do czasu realizacji zakupów, utrzymanie minimalnej aktywności własnego lotnictwa myśliwskiego, miało zapewnić zakupienie w grudniu 2016 roku czterech nowych silników RD-33 do MiG-29 i złożenie zamówienie na remont kolejnych sześciu jednostek napędowych Migów przez rodzimą firmę Aviostart. Miała ona również dostarczyć siedem fabrycznie nowych przekładni agregatów KSA-2 dla silników RD-33. Wśród wykonawców remontu silników RD-33 znalazły się również polskie przedsiębiorstwa Wojskowe Zakłady Lotnicze nr 2 i Wojskowe Zakłady Lotnicze nr 4. Wstępne porozumienie w tej sprawie podpisano w październiku 2015 roku. WZL nr 2 dostarczyły Bułgarii sześć wyremontowanych jednostek RD-33, jednak dalsza współpraca została zerwana na rzecz krajowego producenta. Przetarg oficjalnie rozpoczął się 9 grudnia 2016 roku. Zaproszenie do udziału w bułgarskim postępowaniu wysłano do rządów Portugalii, Włoch, Stanów Zjednoczonych i Szwecji. Zrezygnowano z oferty Izraela, którego F-16C/D Block 30 nie były kompatybilne ze standardami NATO. Portugalia wraz z USA, zaproponowała używane samoloty F-16A/B Block 15 zmodernizowane do standardu Mid-Life Update (MLU). Używane Eurofighter Typhoon Tranche 1 pochodzące z nadwyżek sił powietrznych zaproponowali Włosi. Z kolei rząd Szwecji zaoferował fabrycznie nowe Saab JAS 39 GripenC/D. Przyjmowanie ofert zakończono 13 marca 2017 roku, a miesiąc później, 26 kwietnia 2017 roku bułgarski  wicepremier oraz minister obrony Stefan Janew ogłosił publicznie zwycięzcę, którym został produkt szwedzkiego koncernu SAAB. 26 marca 2017 roku w Bułgarii odbyły się wybory parlamentarne. Zakończyły się one zwycięstwem opozycyjnej centroprawicowej partii GERB Bojka Borisowa, który 4 maja 2017 tego samego roku ponownie stanął na czele nowego rządu. Decyzja poprzedniego rządu o wyborze Grippena znalazła się w ogniu krytyki nowych władz. W czerwcu 2017 roku powołano do życia parlamentarną komisję śledczą, która miała zbadać prawidłowość przeprowadzonego postępowania przetargowego. Efektem prac komisji, przyjętej przez parlament 9 października 2017 roku było zalecenie anulowania całego przetargu i zakupu samolotu JAS 39. Komisja zwróciła uwagę między innymi na nieuzgodniony z Ministerstwem Finansów harmonogram płatności oraz nieuzasadnioną, jej zdaniem, rezygnację z oferty amerykańsko-portugalskiej. Ponowny przetarg ma być skierowany do tych samych producentów oraz dodatkowo do firmy Boeing z myślą o jej samolocie McDonnell Douglas F/A-18 Hornet. 
Decyzja komisji spotkała się z bezprecedensową reakcją pilotów, odmówili oni 24 października 2017 roku lotów szkoleniowych na MiGach-29 z powodu ich stanu technicznego. Zabrakło oleju do smarowania silników. Krajowy producent, wyznaczony do remontu jednostek RD-33 nie wywiązał się ze swojego zadania. Z wyremontowanych i zamówionych silników jedynie dwa okazały się być zdatne do użytku. Piloci nie odmówili jednak pełnienia dyżurów bojowych. W drugiej połowie października tego samego roku, przestrzeń powietrzna nad Bułgarią chroniona była przez włoskie Typhoony. Równie dramatyczna sytuacja dotknęła Su-25. Brak środków na remonty i bieżącą eksploatację zaowocował wstrzymaniem od początku roku 2018 lotów na Su-25, ostatni z nich wzbił się w powietrze 14 grudnia 2017 roku.

## Organizacja
- 3 Myśliwska Baza Lotnicza – Graf Ignatievo
  - 2/3 Eskadra Myśliwska – 12 MiG-29A, 3 MiG-29UB
- 12 Szkolna Baza Lotnicza – Kamenets
  - 1/12 Eskadra Szkolna – 3 L-39ZA, 5 Pilatus PC-9
- 16 Transportowa Baza Lotnicza – Vrazhdebna (Sofia)
  - 1/16 Eskadra Transportowa – 3 C-27J, 1 An-30
- 24 Śmigłowcowa Baza Lotnicza – Krumovo
  - 1/24 Eskadra Śmigłowców Szturmowych – 6 Mi-24V
  - 2/24 Eskadra Śmigłowców Transportowych – 4 Mi-17, 12 Eurocopter Cougar AS532 AL
  - Klucz Śmigłowców Szkolnych – 6 Bell 206
- 63 Śmigłowcowa Baza Lotnicza – Chaika
  - 2/24 Eskadra Śmigłowców Szturmowych – Eurocopter AS565 Panther

### Obecne
| Zdjęcie                     | Samolot              | Producent         | Typ                            | Wersja           | Liczba sztuk    | Uwagi |
| Samoloty bojowe             | Samoloty bojowe      | Samoloty bojowe   | Samoloty bojowe                | Samoloty bojowe  | Samoloty bojowe | Samoloty bojowe |
| --------------------------- | -------------------- | ----------------- | ------------------------------ | ---------------- | --------------- | --- |
|                             | MiG-29               | ZSRR              | myśliwiec przewagi powietrznej | MiG-29A MiG-29UB | 12 3            | |
|                             | Su-25                | ZSRR              | samolot szturmowy              | Su-25K           | 6               | Dostarczone 2020-2021 |
| Samoloty transportowe       |                      |                   |                                |                  |                 | |
|                             | Alenia C-27J Spartan | Włochy            | transportowy                   | C-27J            | 3               | Dostarczone 2007-2011, pierwotnie zamówiono 5. |
|                             | An-30 Clank          | ZSRR              | Kartografia                    |                  | 1               | |
| Samoloty szkolno-treningowe |                      |                   |                                |                  |                 | |
|                             | Aero L-39 Albatros   | Czechosłowacja    | szkolno-bojowy                 | L-39ZA           | 3               | |
|                             | Pilatus PC-9         | Szwajcaria        | szkolny                        | PC-9M            | 5               | |
|                             | Pilatus PC-12        | Szwajcaria        | szkolny/transportowy           | PC-12            | 1               | |
|                             | Su-25                | ZSRR              | szkolno-bojowy                 | Su-25BAF         | 2               | |
| Śmigłowce                   |                      |                   |                                |                  |                 | |
|                             | Bell 206             | Stany Zjednoczone | Śmigłowiec szkolony/użytkowy   |                  | 6               | |
|                             | Eurocopter Cougar    | Francja           | Śmigłowiec wielozadaniowy      | AS532 AL         | 12              | 4 do zadań CSAR |
|                             | Mil Mi-17 Hip-H      | ZSRR              | Śmigłowiec transportowy        |                  | 4               | |
|                             | Eurocopter Panther   | Francja           | Śmigłowiec morski/ZOP/SAR      | AS565MB          | 2               | Śmigłowce marynarki. Pierwszy dostarczono w 2011, oryginalnie zamówiono 6 Zastąpiły Mi-14. 9 czerwca 2017 roku jedna z maszyn została utracona w katastrofie. |
|                             | Mi-24                | ZSRR              | Śmigłowiec szturmowy           | Mi-35 (Mi-24V)   | 6               | |

Do transportu VIP służą maszyny podległe pod 28 Oddział Lotniczy, na wyposażeniu znajdują się pojedyncze samoloty Airbus A319CJ, Dassault Falcon 2000 oraz śmigłowce Mi-8 i Agusta A109.

### W przeszłości
Myśliwice
|  | - Fokker E.III – 3 od 1916 - LFG Roland D.II/III – 12 od 1917 - Fokker D.VII – 8 od 1918 - Arado Ar 65 – 12 od 1937 - Heinkel He 51 – 12 od 1937 - PZL P.24B/F – 36 od 1938 - Avia B-534 – 78 od 1938 - Bf 109E-4 – 10 od 1939 | - Jak-23 – 24 od 1953 - MiG-15 – 140 od 1954 - MiG-17 – 130 od 1957 - MiG-19 – 55 od 1960 - MiG-21 – 224 od 1963 do 2015 - MiG-23MF/ML – 47 od 1978 - MiG-29 – 22 od 1989 |

Szturmowce/Bombowce
|  | - Otto C.I – 13 od 1916 - Dornier Do 11 – 12 od 1937 - PZL.43 – 50 od 1938 - Avia B.71 – 32 od 1938 - Dornier Do 17 – 27 od 1940 - Ił-2 – 130 od 1945 | - Tu-2 - Ił-10 – ~100 od 1947 - MiG-23BN – 33 od 1976 - Su-22M4 – 23 od 1984 - Su-25K/UB – 40 od 1986 |

Rozpoznawcze
|  | - Albatros F-2 - LVG B.II – 12 od 1915 - Albatros C.III – 18 od 1916 - DFW C.V – 12 od 1917 - Potez VII – od 1924 | - Potez XVII – od 1925 - Heinkel He 45 – 12 od 1937 - Letov Š-328 – 60 od 1938 - MiG-25R – 4 od 1982 |

Transportowe/użytkowe
|  | - Farman III - Blériot XI - Albatros F-2 - Bristol 29 Tourer – od 1924 - Avro 522 – od 1924 - Macchi M.18 – od 1925 - Messerschmitt Bf 108 – 6 od 1939 | - An-2 – 10 od 1955 - Ił-14 – 8 od 1958 - An-24 – 4 od 1970 do 2011 - An-26 – 5 od 1984 do 2012 - Let L-410 – 8 od 1985 do 2012 |

Treningowe
|  | - Caudron C.59 – od 1924 - Henriot XD.14 – od 1924 - Bücker Bü 181 – 14 od 1939 - PWS-26 – pojedynczy egzemplarz w składzie eskadry treningowej 6. Pułku Myśliwskiego | - Jak-11 – 30 od 1954 - Aero L-29 – 102 od 1964 - Aero L-39 – 36 od 1986 |

Śmigłowce
|  | - Mi-4 – 2 od 1955 - Mi-1 – 10 od 1958 - Mi-4PL – 7 od 1955 - Mi-8 – 8 od 1969 - Mi-2 – 16 od 1973 | - Mi-24D – 48 od 1979 - Mi-14PL – 17 od 1979 - Ka-25 – 4 od 1984 - Mi-17 – 25 od 1985 |